# Хоанові
Хоанові (Choanata) — надклас хребетних (Vertebrata), що охоплює дві споріднені групи — клас лопатеперих (Sacropterygii) та надклас чотириногих (наземних хребетних, тетрапод). В альтернативних класифікаціях (які наразі мають лише історичне значення) замість поділу кінцеворотих (Teleostomi), на хоанових та променеперих визнавали їх поділ на дві гради: кісткових риб (променепері + лопатепері) і наземних хребетних (амфібії + амніоти):
- класифікації XIX-ХХ ст. — Teleostomi = Ostichthyes [= Actinopterygii + Sarcopterygii] + Tetrapoda
- сучасніші класифікації — Teleostomi = Actinopterygii + Choanata [= Sarcopterygii + Tetrapoda]

До провідних ознак хоанових належать:
- наявність хоан, або «внутрішніх ніздрів»,
- збереження і розвиток дихальної функції плавального міхура,
- розвиток перегородки у шлуночку серця у зв'язку з розвитком легеневого кола кровообігу,
- наявність розвиненого скелету парних кінцівок,
- розвиток покривних кісток черепа, у тому числі лускатої кістки,
- аутостилія черепа (зрощення верхньої щелепи з мозковим черепом)

та низка інших ознак.
Найпримітивніші і найдавніші групи хоанових у сучасній фауні — кистепері і дводишні «риби» (целаканти, лускатники, протоптеруси тощо). Група вважається монофілетичною, проте існують гіпотези щодо того, що різні групи тетрапод походять від різних лопатеперих.